# Cardiovascular Therapeutics
Cardiovascular Therapeutics, abgekürzt Cardiovasc. Ther., ist eine wissenschaftliche Fachzeitschrift, die vom Wiley-Blackwell-Verlag veröffentlicht wird. Die Zeitschrift wurde 1983 unter dem Namen New Drugs Annual: Cardiovascular Drugs gegründet, schon zwei Jahre später erfolgte eine Kürzung des Namens auf New Cardiovascular Drugs und 1988 wurde der Name in Cardiovascular Drug Reviews geändert. Im Jahr 2008 erfolgte die Änderung in den derzeit gültigen Namen. Die Zeitschrift erscheint mit sechs Ausgaben im Jahr. Es werden Arbeiten veröffentlicht, die sich mit der Behandlung kardiovaskulärer Erkrankungen beschäftigen.
Der Impact Factor lag im Jahr 2014 bei 2,362. Nach der Statistik des ISI Web of Knowledge wird das Journal mit diesem Impact Factor in der Kategorie Pharmakologie und Pharmazie an 128. Stelle von 254 Zeitschriften und in der Kategorie Herz-Kreislaufsystem an 57. Stelle von 123 Zeitschriften geführt.